# Майкъл Чорни
Михаил (Майкъл) Чорни (на иврит: מיכאל צ'רנוי; на руски: Михаил Чёрный) е руски бизнесмен от еврейски произход 

## Биография
Роден е през 1952 г. в Ташкент, тогава Узбекска ССР. През 1991 г. заедно със Сам Кислин основават компанията TransCommodities. В началото на 90-те години заедно с брат си Лев основават фирмата TWG, която се занимава с добив на алуминий и го изнася на запад. Братята неведнъж са съдени за фалшиво авизо, но нито едно дело не е завършило с присъда. По-късно Майкъл става партньор на Олег Дерипаска в компанията „Сибирски алуминий“, която става част от Русал, но Чорни не получава никакви акции от обединената компания и води дело срещу Депипаска, което продължава и до днес.
През 1994 г. емигрира във Великобритания, но там е задържан с фалшив полски паспорт. Същата година получава израелско гражданство. В края на 90-те години купува единствения по това време български мобилен оператор – Мобилтел, който е продаден през 2002 г. Също така става собственик на ПФК Левски (София), а президент на отбора е Владимир Грашнов. През 2001 влиза в надзорния съвет на клуба. По времето на Чорни Левски има най-висок трансферен бюджет, а заплатите в клуба са най-високи. Отборът печели 3 титли и 2 национални купи. През 2000 г. е изгонен от България, а впоследствие акциите му в Левски са купени от адвоката му – Тодор Батков. До 2009 г. Чорни притежава 20% от клуба, но впоследствие и те са изкупени от Батков. От 2010 г. се издирва от Интерпол.
През октомври 2015 г. вестник „Стандарт“ съобщава, че на 21 октомври 2015 г. Чорни е оневинен от окръжния съд на Тел Авив по 13-годишно дело за тайна приватизация на 19,6% от акциите на израелския телеком „Безек“. Михаил Чорни твърди, че законно е предоставил 5-годишен заем на Гад Зееви за покупката на дяловете, с опция Чорни да купи половината от дяловете на Зееви.